# Glühende Augen
Glühende Augen ist ein Kriminalroman des deutschen Schriftstellers und Parapsychologen Rudolf Schwarz, der unter dessen Pseudonym Ralph Black 1950 von dem Stuttgarter Karl-Mayer-Verlag veröffentlicht wurde.

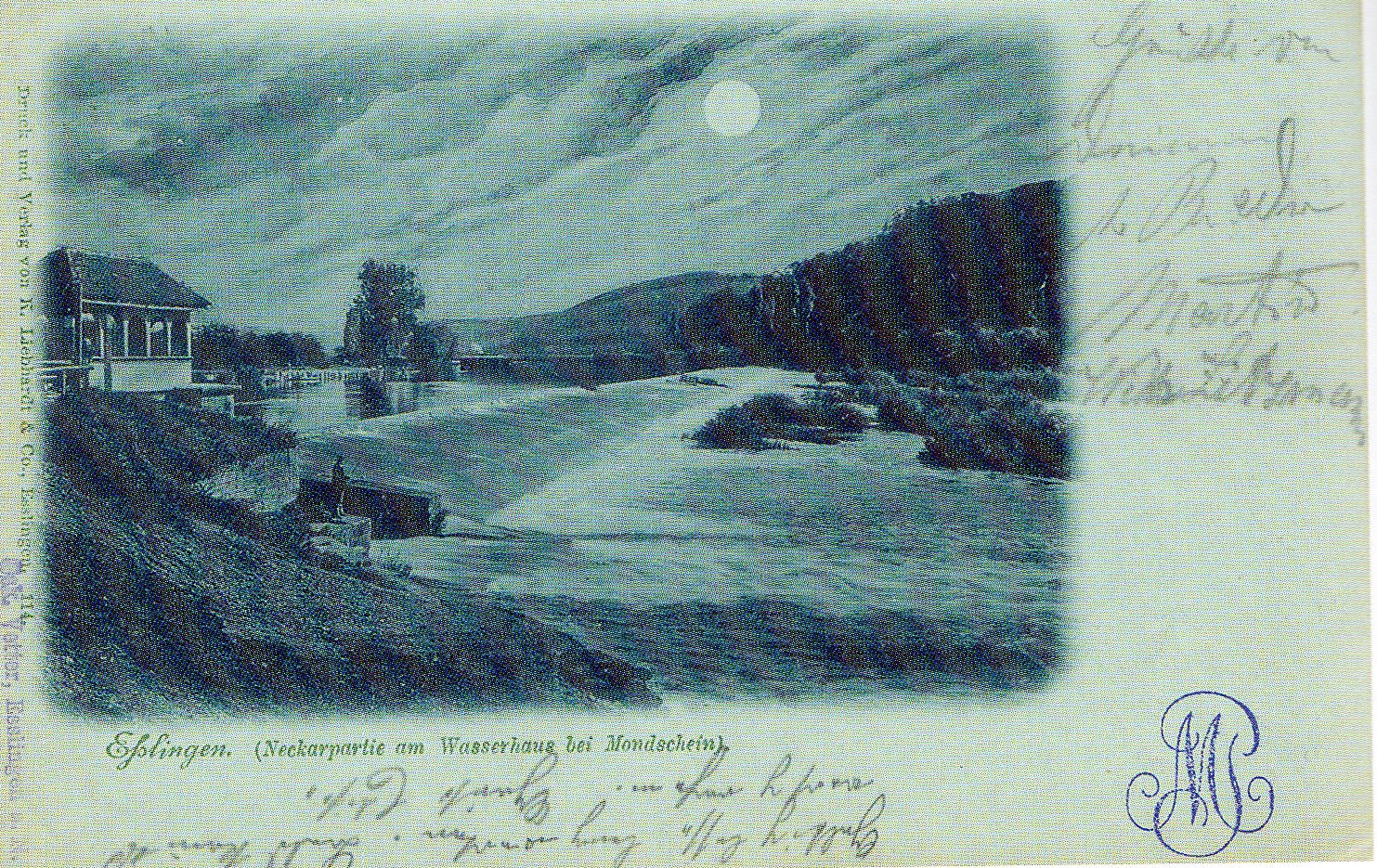
Mondscheinkarte des Wehres in Esslingen von 1899, vermutlich Vorbild für das Wehr in Backwood

## Handlung
Unter den Angestellten der Stadtbank von Backwood wird ein Erlebnis von Bob Ransom, ihrem jüngsten Kollegen, diskutiert. Dieser hatte am Vorabend mit seiner Braut, Lydia Cornwell, das Kino besucht und auf dem Rückweg das Wasserhaus durchquert, eine gedeckte Brücke über ein Stauwehr. Hierbei waren ihnen auf dem großen Wehr im Ouse-River zwei sich bewegende, wie leuchtende Augen wirkende Lichter aufgefallen. Diese waren in der Mitte des Wehrs, begleitet von einem Schrei, zum Entsetzen der Beobachter plötzlich im Wasser versunken. Während Harry Simmers, der älteste Kollege und Leiter des Bankbüros, die Geschichte nicht ernst nimmt, schickt ihn Bankdirektor Montague Norman damit unverzüglich zu Polizeichef Charles Sharp. Dieser ist auch Bürgermeister von Backwood und verhört Bob Ransom in Gegenwart von Inspektor Rasper. Obwohl Bob dabei die Anwesenheit von Lydia aus Rücksicht verschweigt, erfährt der Inspektor diese von Harry Simmers, einem alten Kriegskameraden. Die Untersuchung von Wehr und Staubecken bleibt aber ohne Ergebnis.
Das Ereignis wird nach einer Meldung im Backwood Herald schnell in der Stadt bekannt. Von Chefredakteur Mr. Knifer wird den Verursachern der Namen Glühende Augen verliehen. Auf seinen Schreibtisch landet auch der erste Drohbrief, in dem diese von den Bürgern der Stadt Geld fordern. Wer die Glühenden Augen sieht, soll für jedes Blinken der Lichter innerhalb von drei Tagen tausend Pfund Sterling auf das Armenkonto der Stadtbank einzahlen, sonst habe er keine weiteren drei Tage mehr zu leben. Dieser Brief, sofort in der Zeitung veröffentlicht, trifft auf ein geteiltes Echo von Besorgnis und Unglauben. Schon bald darauf geht die erste Geldforderung über 10.000 £ an Mr. Mearkels, Besitzer einer Spinnerei. Dieser zahlt umgehend und versucht, die Angelegenheit vor der Polizei zu verbergen. Da er jedoch kurz zuvor eine gleich hohe Zahlung erhalten hatte, vermutet die Polizei einen Insider bei der Bank als Tippgeber der Gangster. Als Inspektor Rasper das Wehr bei Nacht beobachtet, sieht auch er die Lichter, die nach Anruf einfach im Wasser versinken. Kurz darauf werden der Holzhändler Simon Richmond um 5000 £ und Bankdirektor Norman selbst um 2000 £ erpresst, beide zahlen sofort. Wieder entspricht die Geldforderung auffällig Zahlungen, die die Betroffenen zuvor erhalten hatten.
Der wegen der Affäre unter Druck stehende Inspektor Rasper beschließt nun, die Verbrecher zu provozieren. Auf seine Bitte lässt sich der Maschinenfabrikant James Cockerill 3000 £ überweisen. Am folgenden Abend geht er mit seinem Freund Mr. Cornwell, dem Vater von Lydia, am Fluss entlang. Wie erwartet tauchen die Glühenden Augen am Wehr auf und verlangen mit dreimaligem Blinksignal 3000 £, die auf der Lauer liegende Polizei kann sie nicht ergreifen. In der gleichen Nacht wird der Polizeichef in seinem Garten niedergeschlagen, wobei die Gangster ihm eine Warnung in die Tasche schieben. Als Inspector Rasper dort ankommt, berichtet man ihm auch von einem Einbruch bei der Stadtbank. Der Tresor des Armenfonds wurde aufgebrochen und der größtenteils aus den erpressten Geldern bestehende Inhalt in Höhe von über 26.000 £ geraubt. Seit der gleichen Nacht wird auch die junge Lydia Cornwell vermisst. Als am nächsten Morgen Nachforschungen eingeleitet werden, findet sich auch keine Spur von Bob Ransom.
Die beiden jungen Leute werden einige Tage später von Inspektor Mortimer Black von Scotland Yard im Carlton-Hotel in London gesichtet, wo sie sich mit einem Mr. Leaflet treffen. Dieser ist der Verleger Bob Ransoms, der unter einem Pseudonym Kriminalromane schreibt. Im Auftrag dieses Verlegers hatte Ransom vor etwa einem Jahr ein eingesandtes Manuskript beurteilt, in dessen Handlung er zu seiner Überraschung jetzt die aktuellen Verbrechen der Glühenden Augen wiederzuerkennen glaubt. Da im weiteren Verlauf der Geschichte auch der Suizid zweier junger Leute erwähnt wird, fühlte sich Ransom bedroht und flüchtete mit seiner Verlobten aus Backwood. Der Autor des Manuskriptes hatte sich damals jedoch nur über ein Postfach gemeldet, der angegebene Name Mike Nelson ist vermutlich falsch. Da das Buch nicht veröffentlicht wurde, wird daher vermutet, dass er aufgrund seines Wissens zum Kreis der Verbrecher gehört. Zum Ärger von Inspektor Black ist das junge Paar am nächsten Tag erneut verschwunden.

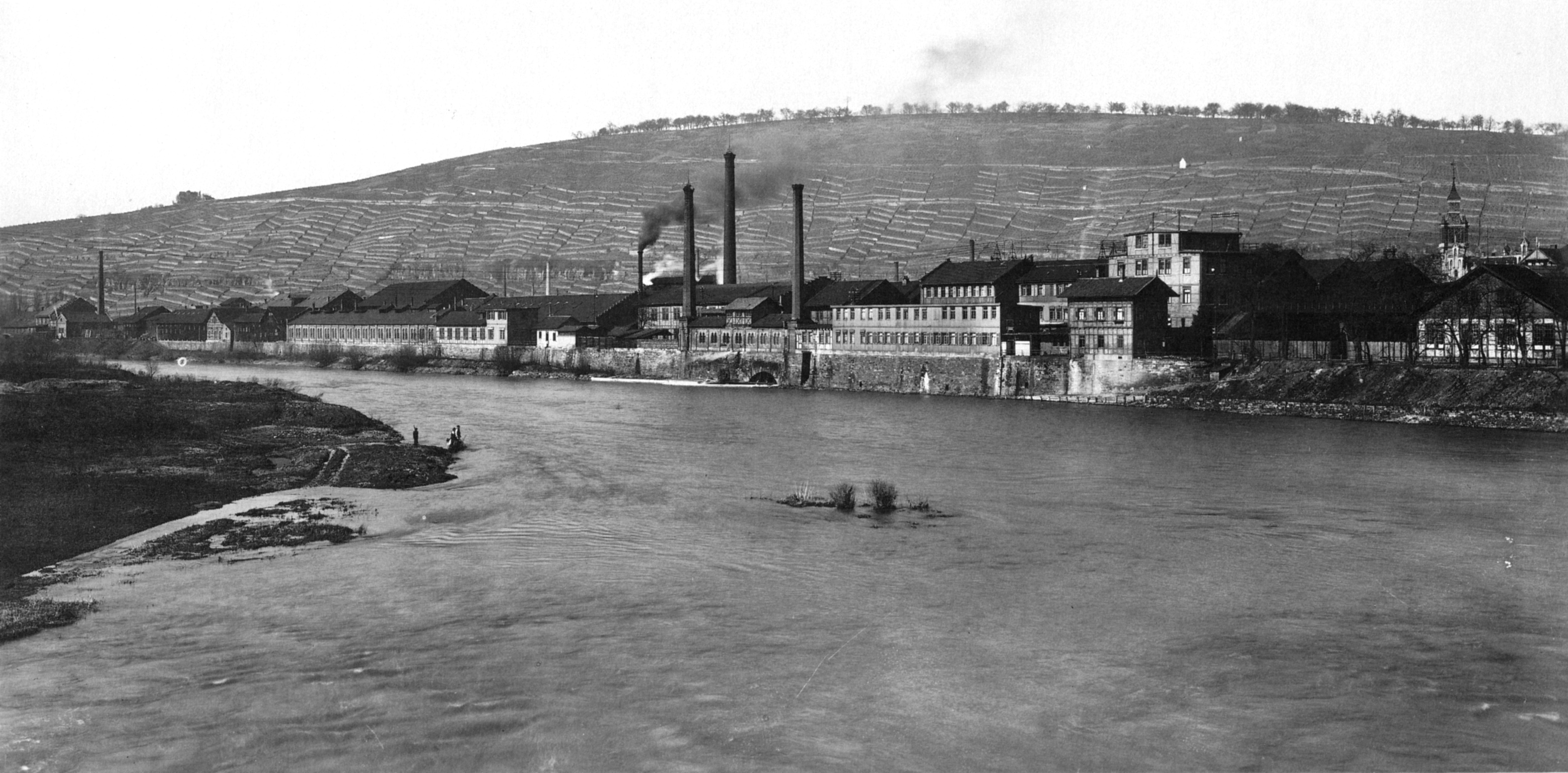
Maschinenfabrik Esslingen (1906)

In Backwood weigert sich der Fabrikant Cockerill nun öffentlich, auf das Ultimatum der Glühenden Augen einzugehen. Gegenüber Inspektor Rasper bekräftigt er dies und demonstriert ihm seine Schießkünste. Die Polizei versucht, das Geld zum Schein dennoch überweisen zu lassen. Die Gangster fallen jedoch nicht darauf herein, sondern bekräftigen ihre Drohung gegen Mr. Cockerill, sollte dieser nicht selbst zahlen. Da Inspektor Rasper und Polizeichef Sharp Mr. Cockerill nicht umstimmen können, beschließen sie, ihm in der Nacht des Ultimatums Gesellschaft zu leisten. Das Fabrikgrundstück am Fluss wird zudem von der Polizei umstellt. Der Fabrikant wird jedoch im Laufe der Nacht durch die Nachricht des Einbruches in sein Büro aus seiner Villa herausgelockt und am Flussufer erschossen, die Täter entkommen über das Wehr. Im Büro in der Fabrik wurde der Geldschrank aufgebrochen und die überwiesenen 3000 £ gestohlen. Offenbar hat sich ein Verbrecher im Nebel als Constabler Surey von der Polizei ausgegeben und einen der Posten niedergeschlagen. Die Polizei bittet nun Scotland Yard um Unterstützung.
Zur allgemeinen Überraschung hat der verblichene James Cockerill in einem kürzlich geänderten Testament Mr. Harry Simmers von der Stadtbank, mit dem er entfernt verwandt war, zu seinem Erben erklärt. Hauptverdächtiger ist für Inspektor Rasper jedoch nicht dieser, sondern der Bankbote Mr. Molton. Außer Cockerill selbst und Rasper waren nur diesem die 3000 £ im Kassenschrank bekannt, auch gibt er an, in der Mordnacht am Fluss gewesen zu sein. Dass er zudem der Schwager des Constablers Surey ist und früher selbst bei der Polizei war, verstärkt den Verdacht noch weiter. Als Molton auch noch zugibt, früher in einer Geldschrankfabrik gearbeitet zu haben, wird er von der Polizei verhaftet. Die öffentliche Anhörung wegen des Todesfalles liefert keine neuen Erkenntnisse. Am folgenden Abend erhält Rasper in seiner Wohnung unverhofft Besuch von Inspektor Black aus London. Nach der Erörterung des Falles äußert dieser, unter dem Pseudonym Maurice Bulk die Stellung des verhafteten Geldboten Molton übernehmen zu wollen.

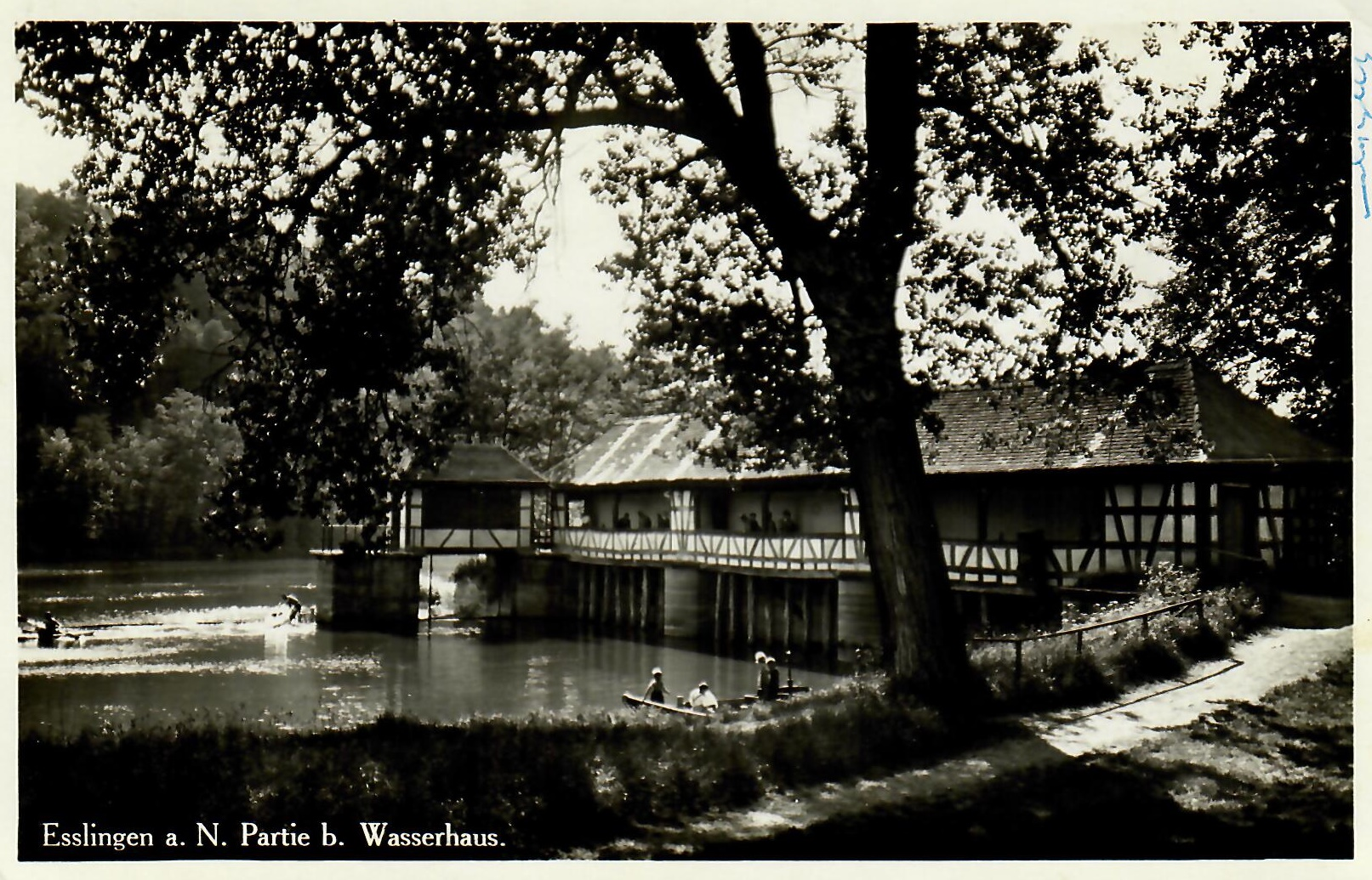
Das Wasserhaus in Esslingen (1912)

An einem nebligen Morgen stürzt sich ein Mädchen von einer Brücke in London in die Themse, der aufgefischte Leichnam wird als Lydia Cornwell identifiziert. Damit ist sie auf genau die Weise zu Tode gekommen, wie einst in dem Manuskript vorhergesagt. Den alten Cornwell, ihren Vater, befällt nach dieser Nachricht ein schweres Nervenfieber. Bob Ransom hingegen bleibt zunächst verschwunden. Die Glühenden Augen werden vorerst nicht mehr gesichtet. Inspektor Black gelingen, trotz seiner perfekten Tarnung, nur geringe Fortschritte, weshalb er seine Stellung wieder aufgibt und nach London abreist. Am Abend des nächsten Tages meldet Oberst Burberry White, ein pensionierter Offizier, ein erneutes Auftauchen der verdächtigen Lichter auf dem Wehr. Von der Polizei wird nun ein freiwilliges Hilfskorps organisiert, um den Fluss Tag und Nacht zu überwachen. Wenig später wird der alte Cornwell nachts aus seinem Haus gelockt und mit einem Böller beworfen. Auch im Haus des Bankdirektors und in der Redaktion des Backwood Herald explodieren Sprengkörper. Als es in einer der folgenden Nächte zu einem Schusswechsel am Fluss kommt, entdeckt Inspektor Rasper den verschollenen Bob Ransom im Gebälk des Wasserhauses und nimmt ihn fest.
Der Verhaftete verweigert jedoch jede Aussage. Obwohl sich Harry Simmers und der alte Cornwell für ihn verwenden, ist die öffentliche Meinung bald gegen ihn, Molton wird für seinen Komplizen gehalten. So ist man umso bestürzter, als Ransom wenige Tage später aus dem Polizeiarrest entkommt. Auch Molton ist unauffindbar. Als der versammelte Stadtrat unter Vorsitz von Bürgermeister und Polizeichef Sharp am folgenden Tag einen unterirdischen Bauchlauf inspiziert, lauern die Glühenden Augen den würdigen Herren in der Dunkelheit auf. Inspektor Rasper steigt hiernach in die Röhre ein und wird zunächst beschossen, dann niedergeschlagen. Nach einem weiteren Schusswechsel trifft er im Kanal auf Inspektor Black, der jedoch ohne weitere Erklärungen wieder verschwindet. Am Abend sucht er Rasper dann in seiner Wohnung auf, um sich mit ihm zu beraten. Black war unmittelbar nach seiner fingierten Abreise nach Backwood zurückgekehrt und mehrfach in der Rolle der Glühenden Augen aufgetreten, um die wahren Verbrecher zu provozieren. Auch die Anschläge mit den Feuerwerkskörpern dienten diesem Zweck.
Von einer Villa in Backwood aus steigt ein anonymer Mann durch einen Geheimgang zum Fluss hinab. Derweil lässt er von einem Telefonautomaten vortäuschen, weiterhin zu Hause zu sein. Über verschlungene Wege und einen alten Bienenstand erreicht er einen im Wehr verlaufenden Gang. Durch eine Alarmanlage gewarnt weiß er, dass sich schon ein weiterer Mensch dort befindet. Diesen schießt er nieder und wirft ihn aus einer Schleuse in den Fluss. Nachdem die Polizei die Aktivität am Wehr bemerkt hat, wird der alte Oberst White mit einer Schusswunde aus dem Fluss geborgen und noch lebend ins Krankenhaus gebracht. Als Rasper ihn am folgenden Tag dort besucht muss er erstaunt erkennen, dass auch Oberst White nur eine weitere Verkleidung des nun verwundeten Inspektor Black war. Dieser weist ihn noch darauf hin, dass der Bienenstand für die Glühenden Augen offenbar eine wichtige Funktion besitzt. Nachforschungen ergeben, dass das Grundstück Eigentum der Stadt ist und derzeit durch die Stadtbank betreut wird. Direktor Norman enthüllt der Polizei, der Bienenstand würde von seinem Angestellten Harry Simmers betrieben. Noch während Inspektor Rasper seinen alten Kameraden Simmers befragt, wird das Bienenhaus durch eine ferngezündete Bombe gesprengt und der Gang im Wehr geflutet.
Bei Raspers nächstem Krankenbesuch zeigt ihm Inspektor Black einen Brief von Bob Ransom, der in London nach dem Verfasser des geheimnisvollen Manuskriptes geforscht hat. Ein älterer Schriftsteller hatte ihm erzählt, einst als Angestellter einer Londoner Bank einen Kollegen namens Mike Nelson gehabt zu haben, der für sein Talent der Verkleidung und Nachahmung anderer Personen bekannt gewesen sei. Nach seiner Zeit an der Bank hätte dieser auch eine Lehre bei einem Schlosser begonnen. Als besonderes Kennzeichen konnte sich der alte Herr noch an eine tiefe Narbe über der linken Augenbraue erinnern. Nachdem Rasper dies gelesen hat eröffnet er Black, diesen Mann genau zu kennen, jedoch für die Verbrechen noch keine Beweise zu besitzen.
Bei ihrem nächsten Treffen verrät Harry Simmers Rasper, Mike Nelson sei der eigentliche Name des Bankdirektors Mr. Norman. Auch das zu seinen Gunsten geänderte Testament sei eine von Norman geschaffene Fälschung. Rasper folgt Simmers danach heimlich zur Villa des Bankdirektors und kann ein Gespräch zwischen den beiden belauschen. Hierbei erzählt Norman, die ganze Geschichte des alten Schriftstellers betreffs Mike Nelson sei nur eine inszenierte Finte gewesen. Kaum hat er dies mitbekommen, verliert der Inspektor durch eine Gasfalle das Bewusstsein. Als er wieder zu sich kommt, ist das Haus leer und das Auto des Direktors verschwunden. Mr. Norman verunglückt auf seiner Flucht im Nebel jedoch tödlich. In seinem zerstörten Auto finden sich 10.000 £ und ein Pass auf den Namen Mike Nelson, das Foto ist jedoch nicht das des Direktors. Sowohl im Wagen als auch in seinem Haus fehlen jegliche Beweise für die Verstrickung des Toten in die Verbrechen der Glühenden Augen.
Der weitgehend genesene Inspektor Black lädt nun in seiner Rolle als Oberst White einige Beteiligte der Affäre in die Villa des toten Direktors ein. Hierzu zählen der Fabrikant Mr. Mearkels und der Holzhändler Mr. Simon, die beide größere Summen an die Glühenden Augen gezahlt hatten. Die nächsten Gäste sind der alte Cornwell und Mr. Knifer vom Backwood Herald. Von der Polizei erscheinen Inspektor Rasper und Polizeichef Sharp. White eröffnet den Anwesenden, der verstorbene Mr. Norman habe an Stelle eines Testamentes eine Art Tagebuch hinterlassen, das jetzt zu verlesen sei. Hierin berichtet ein gewisser Mike Nelson, er habe in seiner Jugend mit zwei Kameraden in London im Elend gelebt, dies seien Charles Cronlew, der Farmer in Übersee habe werden wollen und James Crollick, dessen Traum es gewesen war, Ingenieur zu werden. Sein Wunsch dagegen sei es schon damals gewesen, in einer Bank zu arbeiten. Die Träume der drei jungen Leute schienen in Erfüllung zu gehen, während Crollick sich in der Maschinenindustrie hochgedient hatte und nach einer Erfindung eine eigene Fabrik in Backwood hatte eröffnen können, arbeitete sich Nelson im Bankwesen bis zum Direktor der Stadtbank von Backwood hoch. Auch ihr Kamerad Cronlew schien zu Geld gekommen zu sein, als auch er eines Tages bei ihnen in Backwood auftauchte. Als Fluch erwies sich jedoch ein Unglück, das die drei jungen Leute noch in ihrer Zeit in London verursacht hatten. Betrunken hatten sie bei einer Bootsfahrt auf der Themse ein anderes Boot gerammt. Während man zwei Kinder noch hatte retten können, war ein alter Mann ertrunken. Alle drei hatten hiernach ihre Namen geändert.
Während Nelson und Crollick sich jedoch gute Positionen erarbeitet hatten, waren die Ersparnisse Cronlews bald aufgebraucht, weshalb er begann, seine alten Kameraden zu erpressen. Diese ließen sich unter der Bedingung darauf ein, dass Cronlew die verwaiste Enkelin des ertrunkenen Mannes bei sich aufnähme, während Nelson selbst dessen inzwischen erwachsenem Sohn eine Stelle in seiner Bank verschaffte. Nach einigen Jahren hatte Cronlew jedoch aus Langeweile begonnen, allerlei alten Schächten und Tunneln in Backwood nachzuspüren und phantastische Geschichten hierüber zu schreiben. Hierzu zählte auch das nach London eingesandte Manuskript, dessen Ablehnung den sehr eitlen Mann schwer gekränkt hatte. Zum Entsetzen seiner Kameraden hatte er danach begonnen, die in dem Buch beschriebenen Verbrechen in die Tat umzusetzen, um doch noch die ihm seines Erachtens zustehende Aufmerksamkeit zu erringen. Nelson und Crollick versuchten ihn zurückzuhalten, konnten ihn jedoch kaum bremsen. Um Cronlew zu schützen, ließ sich Crollick alias Cockerill sogar auf das Doppelspiel mit Inspektor Rasper ein und wollte seinen alten Freund in der Nebelnacht am Fluss vor der Falle der Polizei warnen. Es war ein unglücklicher Unfall, dass er sich hierbei durch eine heruntergefallene Pistole selbst erschoss. Während Cronlew nach dieser Tragödie zunächst alle Aktivitäten eingestellt hatte, regte sich seine Eitelkeit nach der Imitation der Glühenden Augen durch Inspektor Black wieder. Auch hielt er diesen alias Oberst White für den Tod von Lydia Cornwell für verantwortlich. Als er ihn dann im Gang im Wehr antraf, schoss er ihn nieder und warf ihn in den Fluss. Nun hielt auch Nelson alias Norman seine Position in der Stadt für unhaltbar und beschloss zu flüchten. Um einen Teil seiner Schuld abzutragen fälschte er vorher jedoch noch das Testament seines toten Freundes Cockerill zu Gunsten von Harry Simmers, welcher niemand anderes war als der Sohn des damals ertrunkenen Mannes.
Inspektor Black gibt sich nun zu erkennen und enthüllt auch die Identität Cronlews, es ist der alte Cornwell. Dieser versucht noch, mit Hilfe von im Haus seines Freundes Norman angebrachten technischen Vorrichtungen zu fliehen und droht zuletzt sogar, die ganze Villa in die Luft zu sprengen. Als jedoch seine Pflegetochter Lydia zu aller Überraschung lebend hereintritt, gibt er seinen Widerstand auf. Nun werden alle Rätsel aufgeklärt, Bob Ransom, Harry Simmers und Molton berichten über ihre Abenteuer. Lydia wurde in London aufgrund der Vermisstenmeldung versehentlich für tot erklärt, als sich eine ihr ähnliche junge Frau in die Themse stürzte. Zur Sicherheit hatten Bob Ransom und Lydia diesen Fehler ausgenutzt, bis Inspektor Black sie erneut aufgespürt hatte.
Der Roman klingt mit der Hochzeit von Lydia und Bob Ransom aus, der Harry Simmers alte Stelle als Bürochef der Bank übernommen hat. Simmers wiederum folgt Mr. Norman als Direktor der Stadtbank. Während Polizeichef Sharp gerade als Bürgermeister wiedergewählt wurde, hat man Rasper zum Oberinspektor befördert. Der alte Cornwell alias Cronlew dagegen ist trotz eines überraschend milden Urteils schon kurz nach der Einlieferung ins Gefängnis an einem Herzschlag verstorben.

## Orte und Zeit

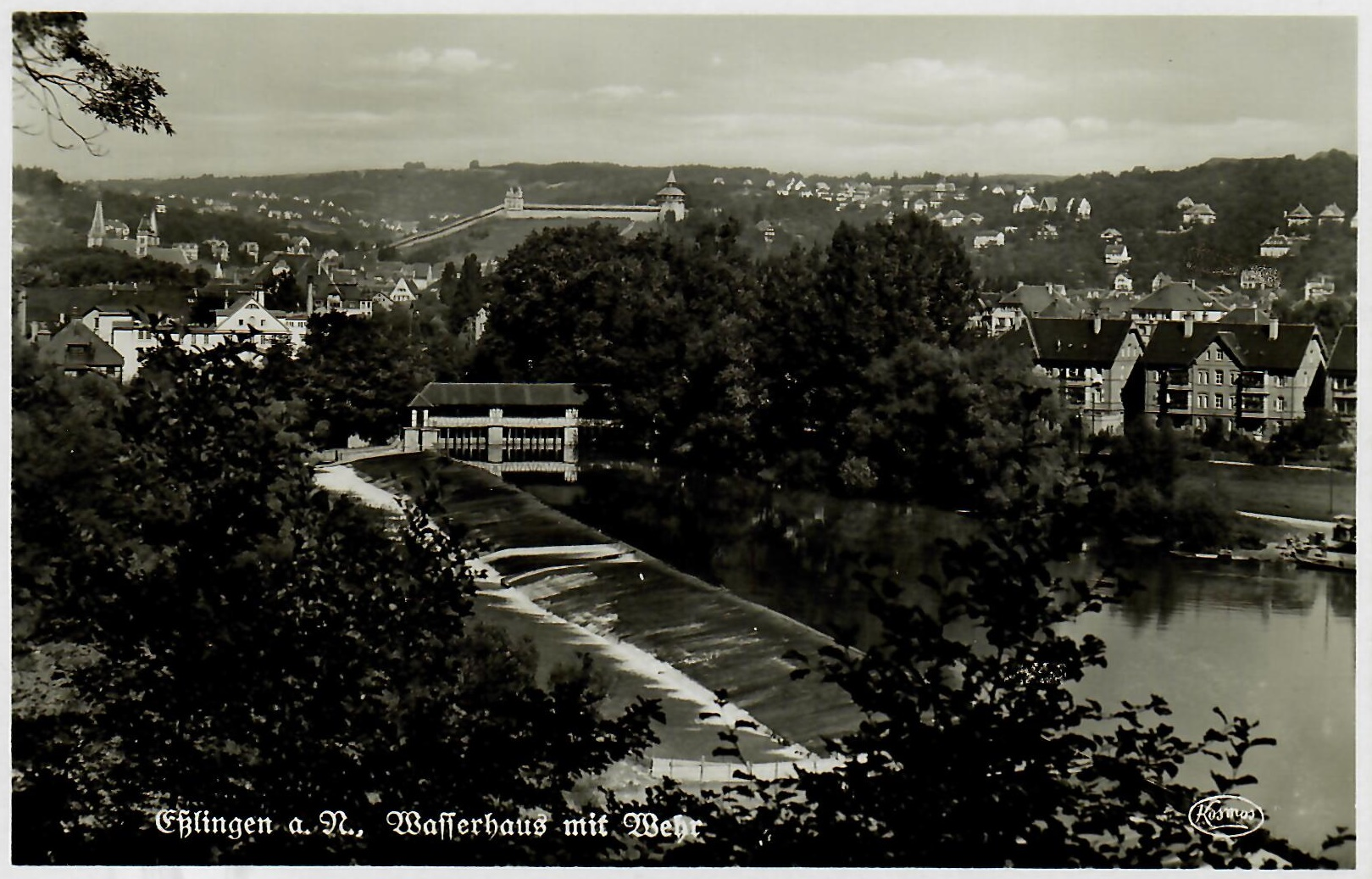
Das Wehr mit Wasserhaus in Esslingen (1912)

Der zentrale Handlungsort Backwood am Ouse-River ist offensichtlich fiktiv, jedoch nicht ohne Vorbilder. Diese finden sich jedoch nicht in Großbritannien, vielmehr ist die Beschreibung des Wehrs einschließlich seines Schleusensystems und des charakteristischen Wasserhauses Esslingen am Neckar entlehnt, Wohnort des Autors in dessen Jugend. Hierbei reichen die Parallelen bis zur Benennung einzelner Geländepunkte wie dem Hammerkanal. In den Werksanlagen der Maschinenfabrik Esslingen am Ufer des Neckar, für die der Verfasser selbst als beratender Werbeingenieur tätig war, findet sich auch ein Vorbild für die Fabrik des James Cockerill in Backwood. Wesentliche Nebenhandlungen spielen in London.
Eine eindeutige Zeitangabe fehlt. Mehrere Beteiligte haben am  Ersten Weltkrieg teilgenommen. Internationale Konflikte oder gar Kriegsgefahr werden nicht erwähnt. Auch die Krise der britischen Industrie in der Nachkriegszeit wird trotz der geschilderten Geldgeschäfte nicht thematisiert. All dies weist allgemein auf die Zeit zwischen den Weltkriegen, am ehesten jedoch auf die frühen 1930er Jahre hin.

## Erzählstil
Das Buch ist aus der Sicht eines auktorialen Erzählers geschrieben. Es wird weitgehend chronologisch und in der Gegenwartsform erzählt. Gegen Ende der Handlung erfolgt eine Rückblende in Form der Verlesung von Tagebuchaufzeichnungen. Stilistisch handelt es sich um einen klassischen Detektivroman englischer Prägung, wobei der Autor zudem eine deutliche Anglophilie erkennen lässt.

## Veröffentlichung
- 1950: „Glühende Augen“, Karl-Mayer-Verlag, Stuttgart
  - Hardcover, 311 S., Ganzleineneinband mit Goldprägung und Schutzumschlag, Umschlagbild: Cziffra National, Druck: Scharr, Wörner & Mayer, Stuttgart

Die Ausgabe im Karl-Mayer-Verlag erschien als dritte einer geplanten Serie von fünf Romanen von Ralph Black, wovon jedoch nur drei veröffentlicht wurden.